# Wigan Athletic FC
Wigan Athletic FC este un club de fotbal din Wigan, Anglia, care evoluează în Football League One.

## Palmares

### Campionat
- Football League Championship

Runners-up (1): 2004–05
- Football League Second Division

Winners (1): 2002–03
- Football League Third Division

Winners (1): 1996–97
- Football League Fourth Division

Promoted (1): 1981–82

### Cupa
- FA Cup

Câștigători (1): 2013
- League Cup

Câștigători (1): 2006
- Football League Trophy

Câștigători (2): 1984–85, 1998–99

### Europa
- UEFA Europa League
  -  Faza Grupelor (1) : 2014

## Evoluția în competițiile europene
| Sezon   | Competiție         | Runda         | Adversar      | Acasă | Deplasare | Scor general |
| ------- | ------------------ | ------------- | ------------- | ----- | --------- | ------------ |
| 2013–14 | UEFA Europa League | Faza grupelor | Maribor       | –     | –         |              |
| 2013–14 | UEFA Europa League | Faza grupelor | Rubin Kazan   | –     | –         |              |
| 2013–14 | UEFA Europa League | Faza grupelor | Zulte Waregem | –     | 0–0       |              |

## Legături externe
- Site web oficial
- Wigan Athletic pe Curlie
- Wigan Athletic FC pe BBC Sport: Știri club – Rezultate recente – Meciuri următoare – Statistici club

- The Springfield Park Memorial

1. ↑   https://www.transfermarkt.com/-/mitarbeiterhistorie/verein/1071 Lipsește sau este vid: |title= (ajutor)